# De Hef
51°54′48″ пн. ш. 4°29′56″ сх. д. / 51.91337° пн. ш. 4.49888° сх. д.
Де-Геф (нід. Hefbrug, De Hef, офіційно Koningshavenbrug) — колишній залізничний міст у Роттердамі (Нідерланди) на залізниці Бреда-Роттердам, головній лінії з Роттердама на південь, тобто Бреда, Розендал, і далі до Антверпена та Брюсселя. Пролягає від острова Нордерейланда через Конінгсхавен до району Феєнорда.

## Будівництво
Опори мосту датуються 1878 роком. Середній проліт спочатку був розроблений як поворотний міст, але це виявилося завадою для транспорту. Після того, як 2 листопада 1918 року німецький корабель «Кандельфельс» протаранив та збив поворотний міст зі свого стовпа, поворотний міст замінено на підйомний.
Підйомний міст від П. Йостінга і був побудований у жовтні 1927 р. Через рік Йоріс Івенс зняв про нього авангардний фільм під назвою «Де Брюг» (укр. Міст). У 2007 році Оскар ван Діллен написав музику до цього німого фільму разом зі своїм Струнним квартетом 2.

## аварія 1978 року
У 1978 році сталася серйозна аварія, коли Nedlloyd Bahrain урізався в міст під час свого першого рейсу з верфі Van der Giessen-De Noord, порушивши залізничний рух на кілька тижнів.

## Заміна тунелем
З 1993 року старе наземне полотно залізничної лінії від вокзалу Роттердам-Сентрал через Роттердам-Блак до Роттердама-Зейд замінено підземною дорогою через тунель Віллемспор. Це зробило мости Binnenrotteviaduct (знаний ще як Luchtspoor), Willemspoorbrug і De Hef зайвими для залізничного руху. Перші два мости знесли. Тільки Де-Геф зостався як промисловий пам'ятник після протесту роттердамців проти знесення. З 2000 року міст занесено до списку пам'яток Rijksmonument.

## Розгляд демонтажу задля проходу яхти
У лютому 2022 року було оголошено, що підйомний елемент мосту буде на час демонтований для проходу новозбудованої 127 м яхти «Y721», що належить засновнику Amazon Джеффу Безосу та прямує до Північного моря.

## Галерея

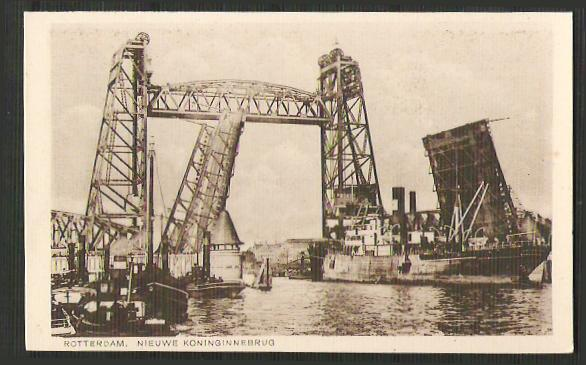
Postcard with the newly opened Nieuwe Koninginnebrug in the foreground, and De Hef behind it.
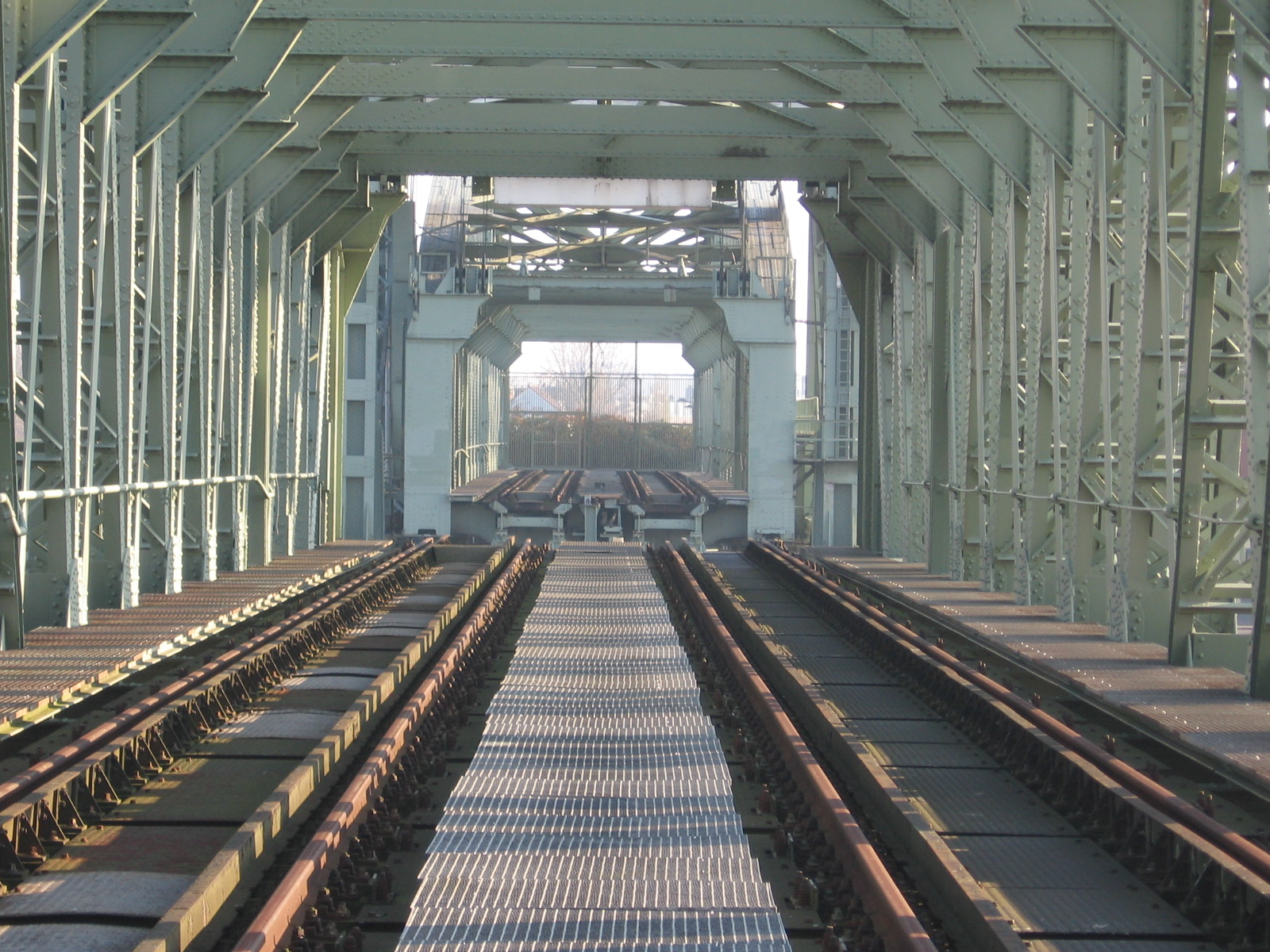
The old tracks on De Hef seen from the Noordereiland
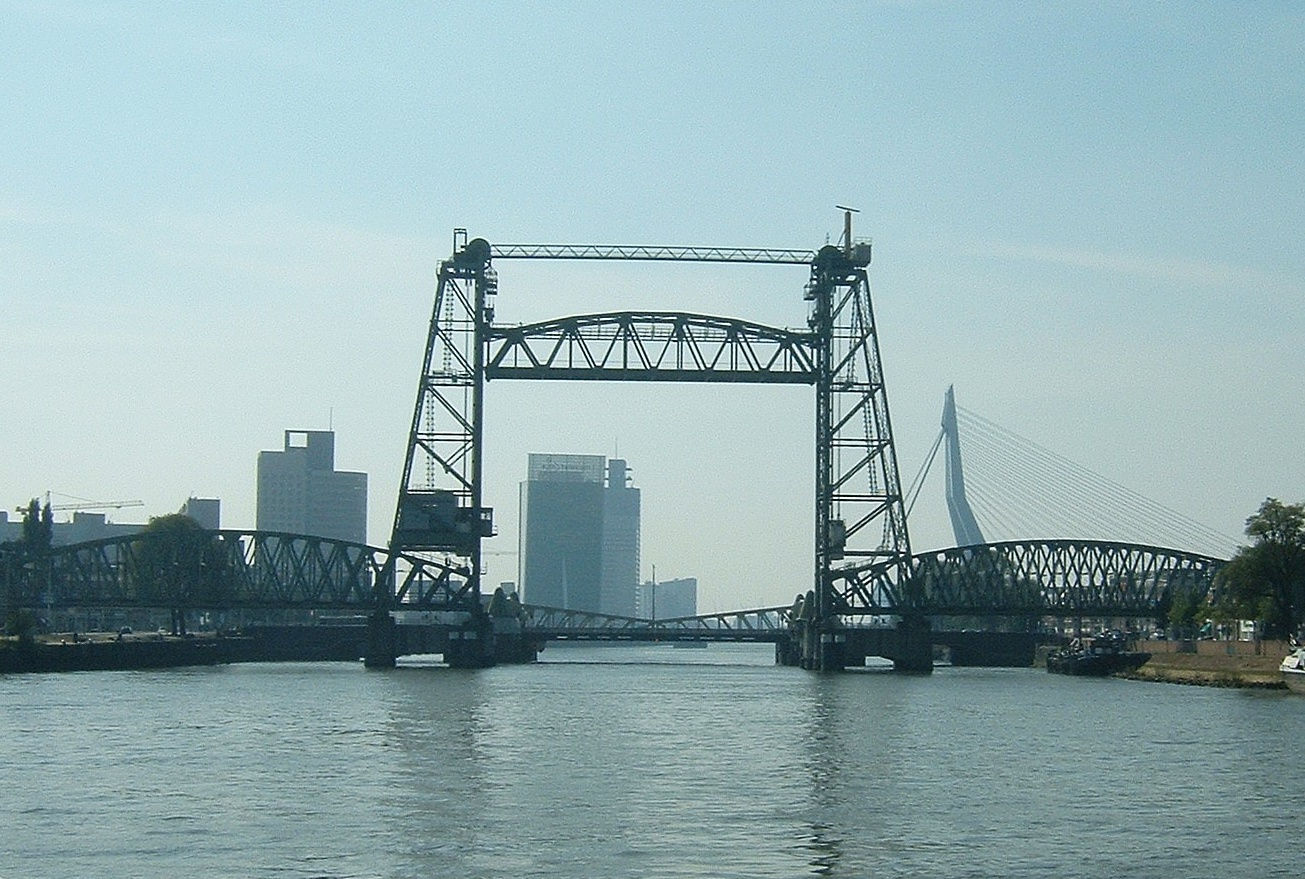
De Hef with the Koninginnebrug behind it.
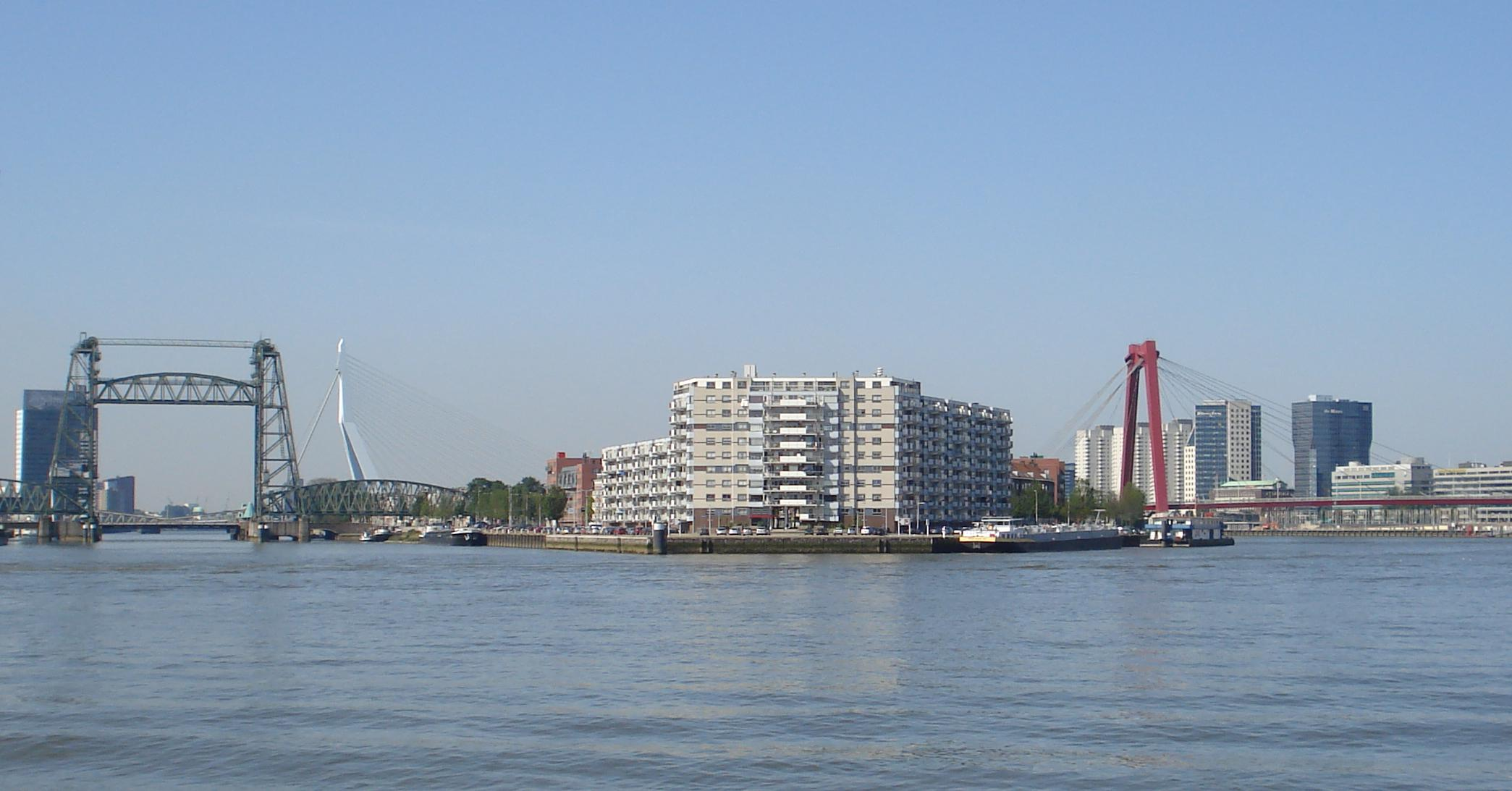
View from Maasboulevard, with De Hef on the far left.
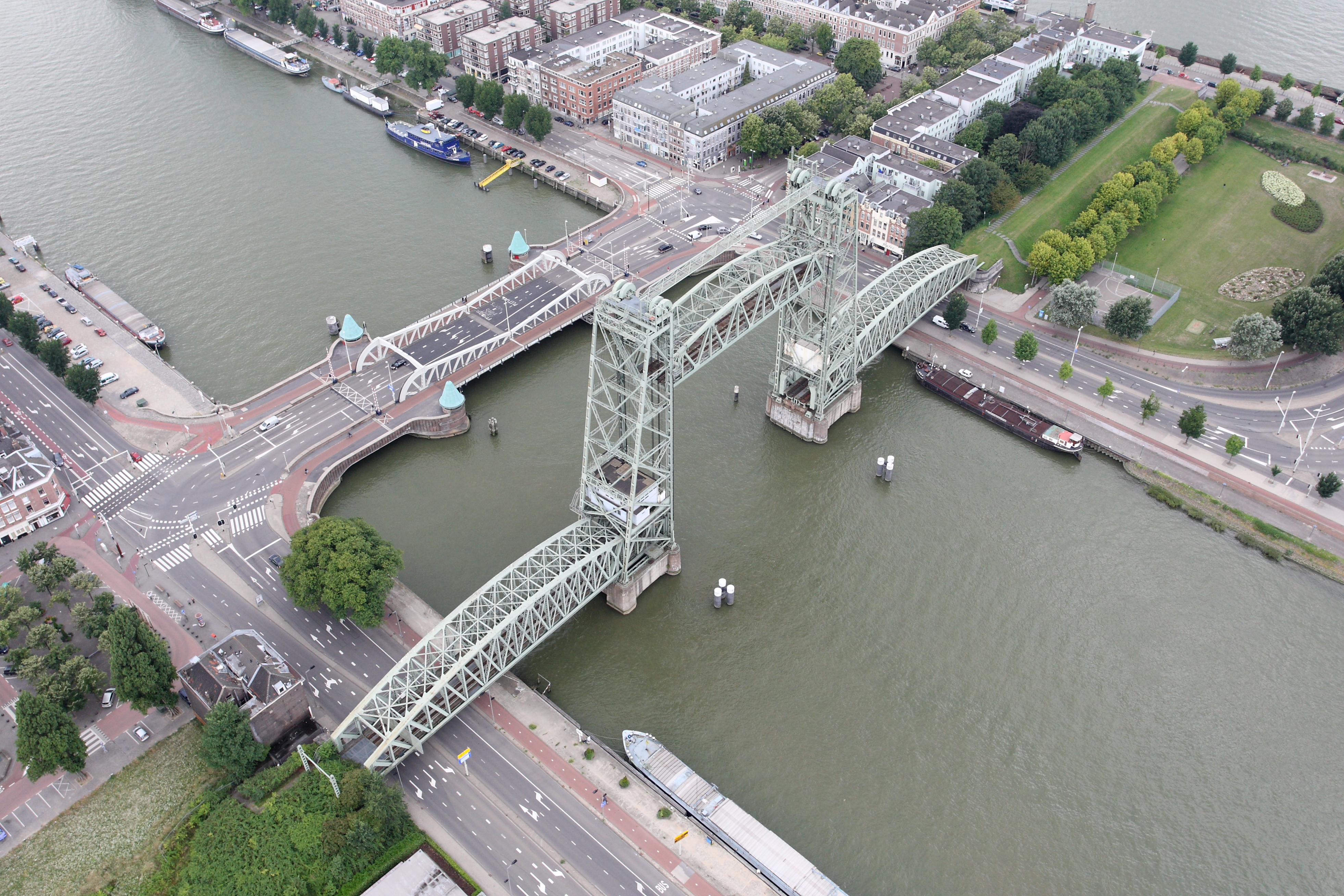
Aerial view of the Koninginnebrug and De Hef.
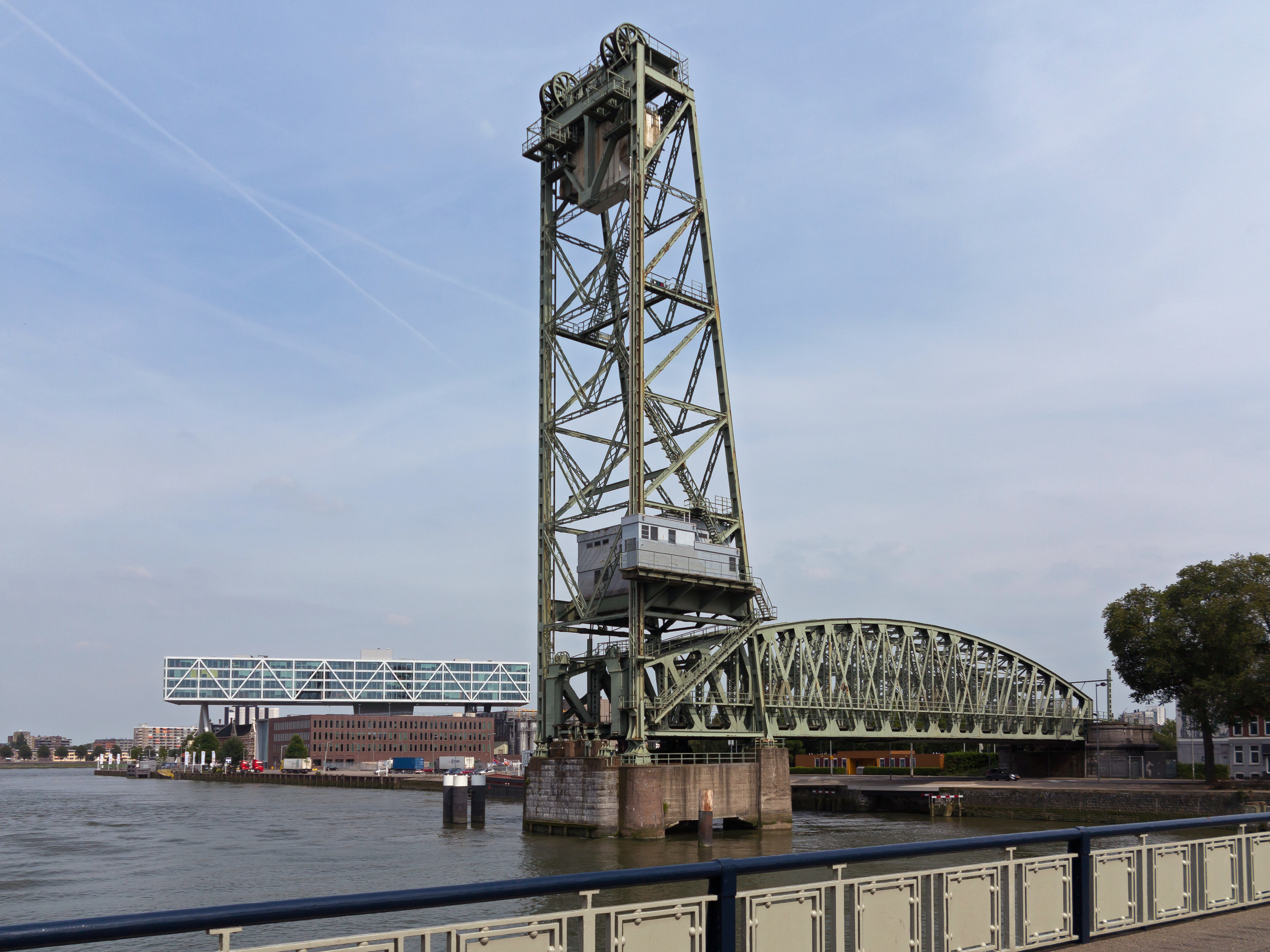
The southern tower of De Hef in 2015, when the lift span was temporarily removed during bridge renovation
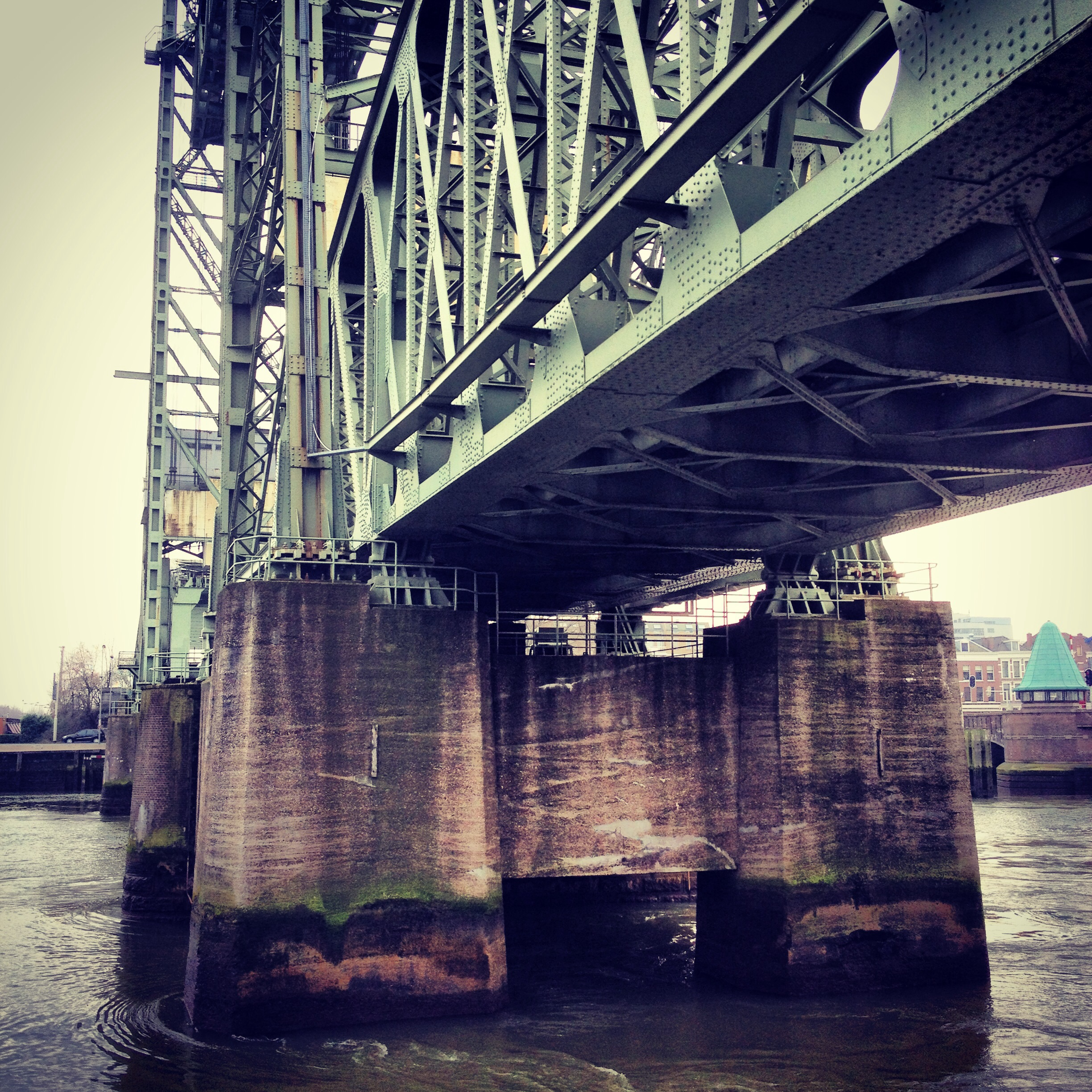
Underside of the bridge
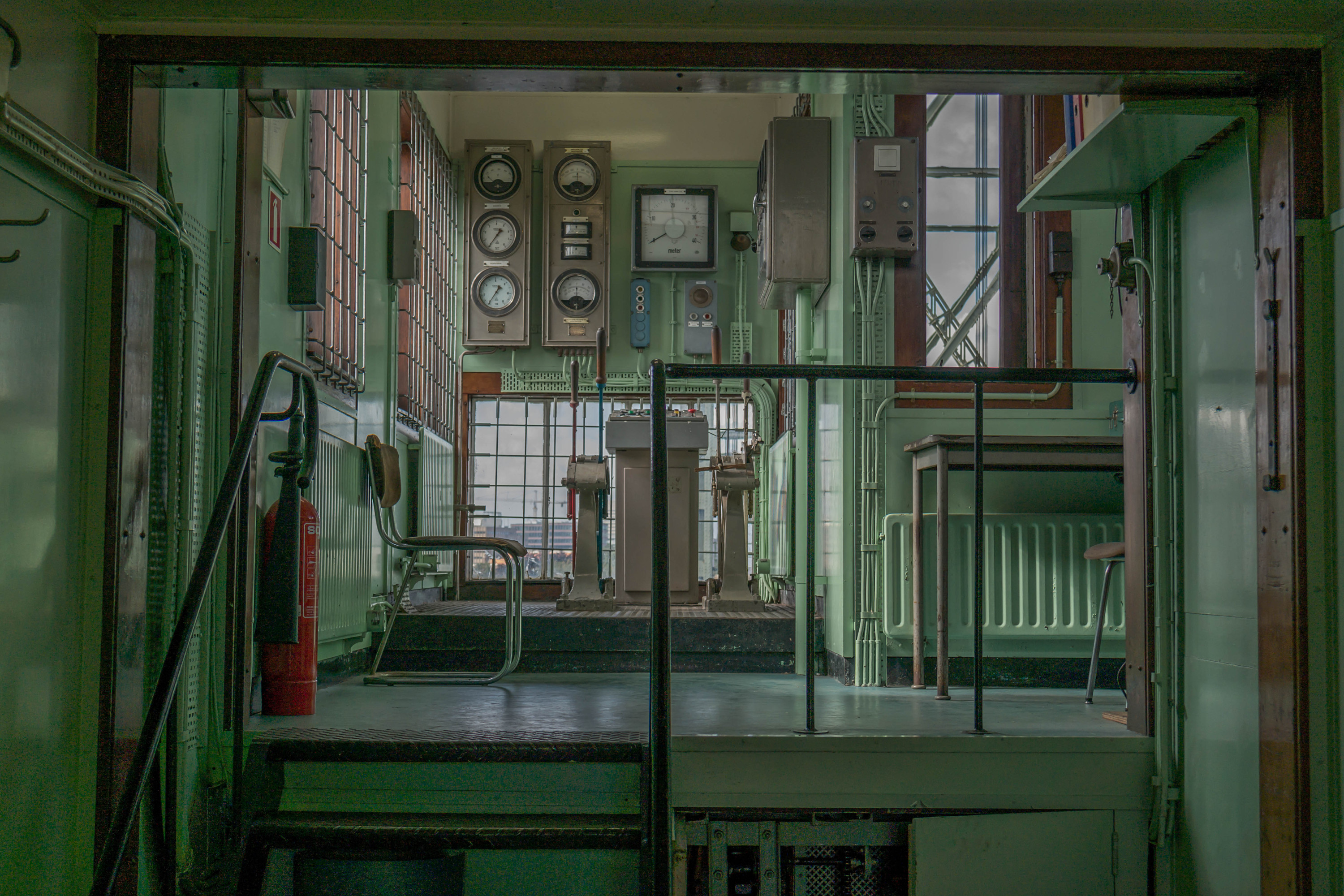
The bridge control room